# Castrum de Pestillac
Le castrum de Pestillac (ou Pestilhac) est un ensemble fortifié situé dans le département du Lot, sur le territoire de la commune de Montcabrier.

## Historique
Le castrum de Pestilhac, situé aux confins du Quercy et du Périgord dominant la vallée de la Thèze et face à la bastide de Montcabrier, était la résidence des barons de la Châtaigneraie. Il subsiste autour du plateau castral plusieurs maisons-tours qui sont sans doute des maisons de chevaliers ainsi que deux églises accolées ou chapelles. La seigneurie de Pestilhac était très importante au Moyen Âge. Elle comprenait les communes de Montcabrier, Cassagnes, Saint-Martin-le-Redon, Duravel, Soturac et une partie de Saint-Caprais, Frayssinet-le-Gélat et Puy-l'Évêque. Les bastides de Montcabrier et de Villefranche-du-Périgord ont été édifiées sur son territoire.
La famille de Pestilhac est connue depuis 1030 quand elle signe comme témoin la charte de donation de l’église de Pescadoires à l’abbaye de Moissac. Elle était liée à la famille de Gourdon quand Gausbert et Seguin de Pestilhac donnent l'église Saint-Hilarion de Duravel à l'abbaye de Moissac en 1055 avec l'accord de leurs suzerains, Gausbert de Gourdon, abbé séculier, et Aymeric de Gourdon. En 1108, Arnaud et Gausbert de Pestilhac sont les témoins à la signature du testament de Géraud de Gourdon.
Des membres de la famille ont adhéré à l'hérésie cathare. Pendant la croisade des Albigeois, les membres de la famille de Pestilhac sont restés fidèles au comte de Toulouse. Simon de Montfort a saisi une grande partie de leurs biens vers 1214 dont le castrum de Pestillac, ou Pestilhac, et la terre de "Bonafous" qu'il a cédé à l'évêque de Cahors. Le castrum de Pestilhac leur est rendu en 1229. Au XIIIe siècle, les membres de la famille portent le nom de leur château ou de leurs terres, Bonafos, Guerre et peut-être Cazals.
Lors de l'hommage qu'il rend en 1259 à Alphonse de Poitiers, Gasc de Pestilhac tient seul la totalité du château de Pestilhac et seulement un tiers et un huitième de la vila.
En 1261, la bastide de Villefranche-du-Périgord est fondée sur la terre de Viel-Scieurac appartenant à Bertrand de Pestilhac (Françoise Auricoste, La bastide de Villefranche-du-Périgord capitale de la châtaigneraie (1261-1800), tome 1, p. 35-37).
En 1287, Amalvin de Pestilhac ne tient qu'une trente-deuxième partie du castrum avant que le roi lui impose un accord de paréage pour toute sa seigneurie. Le sénéchal de Quercy Guy de Cabrier a alors fondé dans l'honneur de Pestilhac une bastide à laquelle il a donné son nom, Montcabrier. Il lui a donné des coutumes le 7 février 1298.
Les relations entre les habitants de Pestilhac avec ceux de Montcabrier, entre les seigneurs de Pestilhac avec le roi de France sont vite devenues mauvaises. En 1302, Amalvin de Pestillac se plaint d'incidents graves. Il se plaint que les habitants de Montcabrier ont aidé des officiers du roi à s'emparer de Pestilhac. C'est probablement cette opposition permanente qui va conduire Amalvin de Pestillac à rejoindre le parti du roi d'Angleterre. Il a été déclaré rebelle au roi de France en 1342.
En 1346, il est allé à Bordeaux pour accueillir le comte de Derby. Pendant vingt ans il a pillé le pays. Revenant du siège de Domme, sa troupe est interceptée par celle de Montcabrier ou Marminiac au Budge de Guerre, à Pomarède. Reconnu, il a été tué puis les vainqueurs sont allés prendre le castrum de Pestilhac et l'ont détruit.
En 1356, un nouvel accord es passé annulant une partie de celui de 1287. Les Pestilhac sont redevenus les seuls seigneurs du castrum de Pestilhac.
Les ruines de l'église et du château de Pestillac sont inscrites au titre des monuments historiques le 16 février 1926.